# Железняк Олена Львівна
Оле́на Льві́вна Железня́к (нар. 23 лютого 1968 року, Київ) — українська художниця, ілюстраторка, графік, член НСХУ (2008).

## Біографічні дані
Народилася 23 лютого 1968 року в Києві. Живе й працює в Києві.
У 1996 році закінчила Національний технічний університет України «Київський політехнічний інститут» (викладач — О. Нечипоренко) за спеціальністю «графіка».
Основна галузь — книжкова графіка. Працювала на творчій роботі. Учасниця всеукраїнських та міжнародних книжкових виставок з 2000 року.
Співпрацює з київськими видавництвами «Балтія-Друк», «Довіра», «Освіта», «Генеза», «Амадей» тощо, а також деякими зарубіжними видавництвами США, Ізраїлю тощо.
Входить до складу Київської спілки художників книги, секції графічного мистецтва київської організації Національної спілки художників України.

## Творча робота
Розробляє концепції, дизайн, макети книжок та рекламної продукції, здійснює художні фотозйомки. 
Авторка ілюстрацій до дитячої енциклопедії «Дивосвіт» (2000), художнього оформлення та макетування книги «Традиційна українська кухня в народному календарі» (2006, призер Всеукраїнського конкурсу «Книжка року»), фотоальбомів «Коло вічності українських Карпат» (2007, лауреат Московської книжкової виставки) та «Чернівці» (2008), книги «Україна: литовська доба 1320–1569» (2009, призер конкурсу «Книжка року»; усі — Київ).
Проілюструвала книжки Еліни Заржицької про китеня Тимка, «Про вередунів та неслухів» Світлани Крупчан, серію видань для малят «Знайомся, я кошеня» Марії Жученко, «Друг із Мезозою» Станіслава Соловинського, а також окремі казки зі збірників «Найкращі казки світу» та «Фонтан казок». Також оформила книжку для китайського видавництва «Dayu Combating the Flood». 
У 2017 році відвідала восьме міжнародне бієнале карикатуристів на запрошення Спілки художників Китаю. Брала участь у виставці і була представницею від України.